# Georges Zeisel
Georges Zeisel est un  producteur de musique et critique musical français, né le 15 mai 1950 à Vitry-sur-Seine,.

## Biographie
Après des études de biologie, Georges Zeisel s'oriente rapidement vers la musique classique. 
Il a été critique musical pour Harmonie, Diapason, Le Monde de la musique et L'Avant-scène opéra. Il a été producteur pour France Musique et France Culture de 1978 à 1985. 
Il fonde en 1987 l'association ProQuartet, dont il est  le directeur jusqu'en 2014,, .
Il réalise et participe à des travaux éditoriaux concernant les grands interprètes du passé, comme Wilhelm Furtwängler ou Arturo Toscanini.
Il a été nommé chevalier des Arts et des Lettres le 14 juillet 2002.

## Publications
- Wilhelm Furtwängler, Musique et Verbe, discographie, Hachette Pluriel, Paris, 1979.
- Arturo Toscanini, biographie par Harvey Sachs, traduction par Marie-Claire Cuvillier et Georges Zeisel, Francis Van de Velde, 1980.
- L'orchestre: des rites et des dieux, dirigé par Brigitte Ouvry-Vial et Georges Zeisel, Paris, Autrement, 1992.
- La Beauté du Geste, directeur de la collection, qui compte parmi ses titres des biographies de Arturo Toscanini, Otto Klemperer, Fritz Busch, Bruno Walter et Alma Rosé, Éditions Notes de Nuit, 2014.

### Radio
- Producteur pour France Musique et France Culture (1978-1985): 
  - Les Vieilles Cires
  - Les Grands Concerts d'archive
  - Le Club des Archives

### Audiovisuel
- Les Musiciens du Quatuor:  série de 4 documentaires (4x52') de Georges Zeisel, réalisation par Catherine Zins, INA/ARTE/CNC, 1992 (Prix Procirep, FIPA d'Or).

1. Vienne, premier mouvement (Vienne ,1758-1828)
2. Variations sur un thème européen (1830-1930)
3. Largo desolato: l'exil (Vienne ,1900-1945)
4. Dernier mouvement: Reprise (1933-1988)

- Cordes sensibles, une masterclass sur la Suite lyrique d'Alban Berg par Eugen Lehner avec le Quatuor Ludwig, par Georges Zeisel, réalisation par Catherine Zins, ARTE, 1992.

- Mozart et la musique de chambre, en collaboration avec Howard Chandler Robbins Landon : une série de 5 documentaires, scénario par Georges Zeisel, réalisation par Alex Szalat, ARTE, 1992.

1. L'enfant de l'Europe
2. L'art de la fugue
3. À mon cher ami Haydn
4. Histoire d'un texte
5. Les dernières années

- Quatuor IV, Pascal Dusapin : discours sur la musique, documentaire (52'), conception par Georges Zeisel, réalisation par Michel Follin, Paris, CNC, 2000.

## Association ProQuartet
- Fondateur: 1987
- Directeur: 1987-2014

Cette institution musicale, destinée à l'enseignement et la diffusion du Quatuor à cordes, fondée sur des valeurs de transmission, réunissant les grands maîtres de la Musique de chambre et du Quatuor à cordes, a permis de reconstituer une filiation de maîtres à élèves, de réintroduire 
en Europe une pratique musicale de qualité et de créer un public autour d'une tradition musicale retrouvée.
Plusieurs générations d'ensembles de Quatuor à cordes doivent leur émergence en France et à l'étranger à l'enseignement reçu au sein de cette association.
Dans ce cadre, Georges Zeisel a initié plusieurs Festivals et cycles de concerts de Musique de chambre à Paris: Salle Favart, Théâtre des Champs-Élysées, Opéra Bastille, Salle Gaveau, Théâtre des Bouffes-du-Nord. En région: au Mans (Festival de L'Epau), à Angers, à Fontainebleau, en Provence. À l'étranger: en Hongrie et en Belgique.
Des compositeurs tels Heinz Holliger, Helmut Lachenman, Murray Shäfer, György Kurtag, Henri Dutilleux, Pierre Boulez, Kaya Saariaho, Jörg Widmann, ont participé aux productions de l'association et participé au renouvellement du répertoire grâce aux œuvres qui leur ont été commanditées par l'association, notamment : Philippe Hersant, Gilbert Amy, Betsy Jolas, Pascal Dusapin, Gaziella Finzi.

## Distinctions
- Chevalier de l'ordre des Arts et des Lettres (2002)

## Prix
- 1991: FIPA d'Or et Prix Procirep pour Les Musiciens du Quatuor, documentaire ARTE/INA.
- 1992: Prix SACEM  pour Cordes Sensibles, autour de la Suite lyrique d'Alban Berg.